# Hasta el fin del mundo (álbum)
Hasta el fin del mundo es el álbum debut del cantante y compositor mexicano Kevin Kaarl, fue lanzado el 28 de febrero de 2019 de manera independiente. El álbum consta de 12 pistas originales escritas por Kaarl. 
Tres sencillos fueron lanzados como oficiales acompañados de un video oficial; el primero de ellos «Vámonos a marte» salió a la luz el 10 de noviembre de 2018, posteriormente se publicó «Colapso» el 10 de enero del 2019 y finalmente se lanzó «Mujer distante» el 18 de febrero del mismo año. Otras canciones destacadas fueron «Baby blue», «Si supieras» y «Dos almas». El 28 de abril de 2019 se anunció el Hasta el fin del mundo Tour, que incluía ciudades como Tlaxcala, Guadalajara, Ciudad de México, entre otras.
Sobre el álbum Kevin dijo; «Dentro de mi proceso creativo, viene primero la música, me gusta empezar con guitarra para después buscar acordes que me gustan y continuo añadiendo tarareos, posteriormente escribo la letra que se acople a esa melodía y a la guitarra, en la letra siempre intento definir todo lo que estoy sintiendo en ese momento y plasmar y explicar a la gente, cada canción es un diario, mi música y gustos van cambiando constantemente, mi primer álbum es completamente diferente, todo lo que soy lo defino con mi musca» señaló en una entrevista para Carlos Lang en su podcast Café con Mezcal.
El álbum está inspirado en géneros musicales tales como la música folk y la música alternativa, entre otros. Hasta el fin del mundo alcanzó el lugar número 15 en listas de Guatemala, el número 23 en Ecuador, el 25 en México, el 44 en Perú, el 62 en listas de Colombia y el número 77 en Chile. Canciones como «Vámonos a marte» alcanzó el número uno en Chile y el 57 en México; «Colapso» obtuvo el número 6 en Chile y el 18 en México.

## Lista de canciones
| N.º   | Título            | Escritor(es)                   | Duración |  |
| 1.    | «Baby blue»       | Kevin Eduardo Hernández Carlos | 4:34     |  |
| 2.    | «Vámonos a marte» | Hernández Carlos               | 2:59     |  |
| 3.    | «¿Por qué?»       | Hernández Carlos               | 4:01     |  |
| 4.    | «Adiós»           | Hernández Carlos               | 2:53     |  |
| 5.    | «Leidy Mariela»   | Hernández Carlos               | 4:48     |  |
| 6.    | «Tu canción»      | Hernández Carlos               | 2:39     |  |
| 7.    | «Si supieras»     | Hernández Carlos               | 4:11     |  |
| 8.    | «Colapso»         | Hernández Carlos               | 3:55     |  |
| 9.    | «Todo ya cambió»  | Hernández Carlos               | 4:42     |  |
| 10.   | «Mujer distante»  | Hernández Carlos               | 4:13     |  |
| 11.   | «Dos almas»       | Hernández Carlos               | 4:24     |  |
| 12.   | «Siento»          | Hernández Carlos               | 5:04     |  |
| 48:23 |                   |                                |          |  |

## Listas

### Semanales
| País      | Lista                          | Mejor posición | Ref.  |
| --------- | ------------------------------ | -------------- | ----- |
| Guatemala | Worlwide top álbumes (Spotify) | 15             | [ 8 ] |
| México    | Worlwide top álbumes (Spotify) | 21             | [ 8 ] |
| Ecuador   | Worlwide top álbumes (Spotify) | 23             | [ 8 ] |
| Perú      | Worlwide top álbumes (Spotify) | 44             | [ 8 ] |
| Colombia  | Worlwide top álbumes (Spotify) | 62             | [ 8 ] |
| Chile     | Worlwide top álbumes (Spotify) | 95             | [ 8 ] |

## Historial de lanzamiento
| País   | Fecha                 | Formato(s)            | Sello                | Ref.  |
| ------ | --------------------- | --------------------- | -------------------- | ----- |
| México | 28 de febrero de 2019 | CD + Descarga digital | Música independiente | [ 9 ] |